# 12659 Schlegel
12659 Schlegel este un asteroid din centura principală de asteroizi.

## Descriere
12659 Schlegel este un asteroid din centura principală de asteroizi. A fost descoperit pe 27 octombrie 1973 la Tautenburg de Freimut Börngen. Asteroidul prezintă o orbită caracterizată de o semiaxă mare de 2,38 ua, o excentricitate de 0,20 și o înclinație de 2,8° în raport cu ecliptica.